# Lesní hřbitov (Hradec Králové)
Lesní hřbitov se nachází na samotném okraji města Hradec Králové a byl založen v roce 1939. Je součástí tzv. městských lesů, které mají tradici přes 700 let, a navazuje na město Hradec Králové.
Tyto městské lesy získalo město již v roce 1307 jako dar od římského krále Albrechta I. Habsburského. V roce 1931 se rozloha městských lesů zvětšila o dvojnásobek a to když byla od markraběte Johann Pallaviciniho odkoupena další část.
Plán hřbitova vypracoval v roce 1939 doc. Bohumil Kavka, jehož cílem bylo co nejvíce zachovat přírodní charakter místa.
Vedle lesního hřbitova se nachází naturální pohřebiště, kde je možné nechat pohřbít domácího mazlíčka. V současnosti je jich tam pohřbených přes dva tisíce. Drtivou většinu tvoří psi a kočky, jsou tu ale i méně obvyklá zvířata jako kanárek, želva nebo morče. Tento druh pohřebišť získává čím dál více na popularitě a zájemců stále přibývá.
V roce 2012 postihla lesní hřbitov přírodní kalamita. Přehnala se přes něj větrná smršť a poškodila tak velkou část stromů, keřů a ostatních porostů. Vzniklé škody se dodnes nepodařilo napravit a tak jejich odstranění přetrvává i v současné době. Na hřbitově převládá převážně borovice lesní, která je známá pro svůj rovný kmen a jemné větvení. Z listnatých stromů je to pak dub, lípa, olše nebo bříza.
Lesní hřbitov neslouží jen jako odpočinek pro zesnulé, ale i jako turistický (i když netradiční) cíl pro návštěvníky. Pěší turisti, in-line bruslaři nebo cyklisté ho mohou také využívat jako orientační bod, začíná u něj totiž významná lesní komunikace tzv. Hradečnice, kterou návštěvníci často využívají. Jsou tu i speciální naučné trasy a pohádkové stezky s úkoly pro děti. Na každém stanovišti se nachází vyřezaná pohádková postava.

## Známé osobnosti

### Hrob Josefa Arazima
Josefa Arazima (20. listopadu 1898 Sedlčánky - 14. listopadu 1975 Hradec Králové) zná veřejnost spíše jako četníka Karla Arazima z českého televizního seriálu Četnické humoresky, který byl v premiéře vysílán v letech 2001–2007 a kde ho ztvárnil známý český herec Tomáš Töpfer. Josef Arazim byla reálná postava a tak scenáristům posloužil jako předloha pro velitele četnické pátrací stanice v Brně již k zmíněnému seriálu. Jeho hrob se podařilo vypátrat historikům z Muzea Východních Čech v Hradci Králové. Velký podíl na tom ale měla i široká veřejnost, která byla muzeem požádaná v souvislosti s rozsáhlou výstavou o historii četnictva na Královéhradecku, která se měla tehdy uskutečnit. A pomohla i jiným způsobem. Dokonce zapůjčila velké množství různých upomínkových předmětů, které tak tvořily důležitou část výstavy. Někteří lidé, kteří přispěli, byli dokonce potomky hradeckých četníků.
Četník Arazim byl velmi velký vlastenec a za první světové války bojoval jako legionář v Itálii. Za první republiky se poté dal k četnictvu. Ani v druhé světové válce se nepřestal politicky a vlastenecky angažovat, působil totiž v protinacistickém odboji. Po nástupu komunistického režimu na našem území bylo četnictvo zrušeno a Josef Arazim začal pracovat u SNB, odkud byl ale později nucen odejít.
Zemřel v roce 1975 v Malšovicích, které jsou necelé dva kilometry od lesního hřbitova, proto je také pohřben přímo tam.
Hrob je velice nenápadný a vypadá velmi prostě. Je orámovaný kamennou obrubou a na černé žulové desce tkví nápis Rodina Arazimova.

### Hrob Vladimíra Renčína
Vladimír Renčín (6. prosince 1941 Pečky – 4. října 2017) byl český kreslíř, ilustrátor a karikaturista.
Po skončení základní školní docházky studoval ekonomii na střední ekonomické škole. Po jejím absolvování pracoval postupně (jako učedník, redaktor, fotograf apod.) v několika podnicích.
Od roku 1947 žil v Hradci Králové; od roku 2006 byl obyvatelem Hoděšovic v Pardubickém kraji. Kreslení „na plný úvazek“ se věnoval od roku 1965.
Jeho kresby jsou k nalezení kromě časopisů včetně Dikobrazu i v Lidových novinách, MF Dnes, kde publikoval na počátku 90. let.
Často výtvarně doprovázel díla Františka Nepila. V roce 2011 získal za své rozsáhlé dílo, jímž vzdoroval selským rozumem proti jakémukoliv nesmyslnému režimu a ideologii, Medaili Za zásluhy.

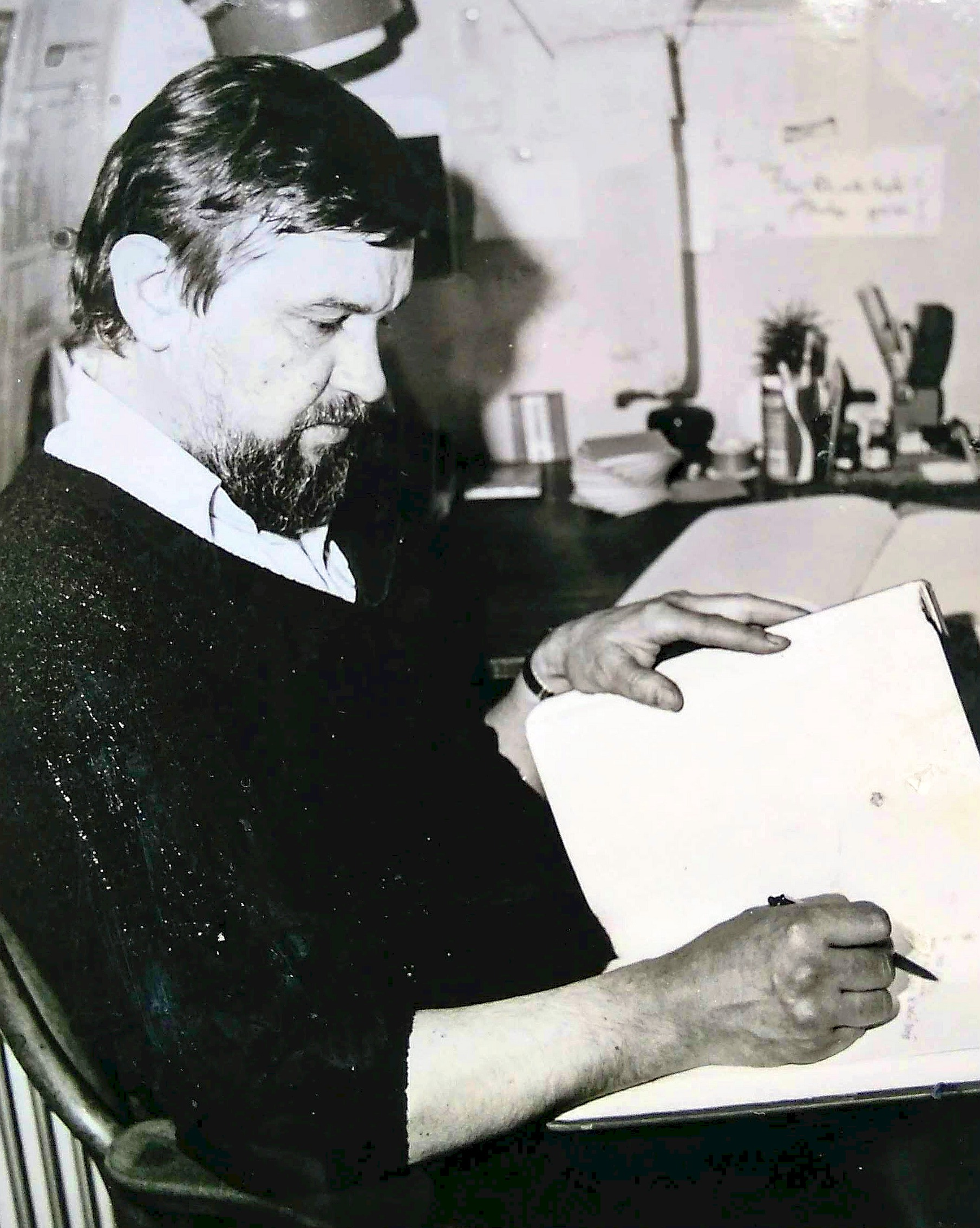
Vladimír Renčín

## Současnost
Parkoviště, které se nachází pár metrů od hřbitova, vzniklo v roce 2010. Tento projekt stál 13 milionů Kč a je zde kapacita pro 92 osobních automobilů. Využívají ho ale i například turisté, kteří přijeli za účelem procházky po stezce, nebo také návštěvníci blízkého psího útulku. Celkový vzhled parkoviště doplňuje velký počet pěších cest a parkové úpravy.
Pár metrů od hlavní brány, kterou se vstupuje do areálu lesního hřbitova se nachází autobusová zastávka.
Otevírací doba pro návštěvníky je každý den stejná, a to od 9:00 hodin do 17:00, včetně soboty a neděle.
Je zde přísně zakázáno rušit klid a ticho, těžit stromy a keře nebo je poškozovat, jezdit a stát v objektu s motorovými vozidly bez povolení, vstupovat do porostů, kouřit, rozdělávat nebo udržovat otevřené ohně a tábořit mimo vyhrazená místa, znečišťovat les odpady a odpadky, jezdit po areálu na kole.
Lesních hřbitovů v Česku se nachází více. Například lesní hřbitov v Rudohoří (zajatecký), Novém Boru, Novém Jáchymově, Zlíně atd. V Evropě je jeden z nejznámějších v Německu, a to v Mnichově.